# Жюрвьель
Жюрвье́ль (фр. Jurvielle, окс. Jurvièla) — коммуна во Франции, находится в регионе Юг — Пиренеи. Департамент — Верхняя Гаронна. Входит в состав кантона Баньер-де-Люшон. Округ коммуны — Сен-Годенс.
Код INSEE коммуны — 31242.

## География

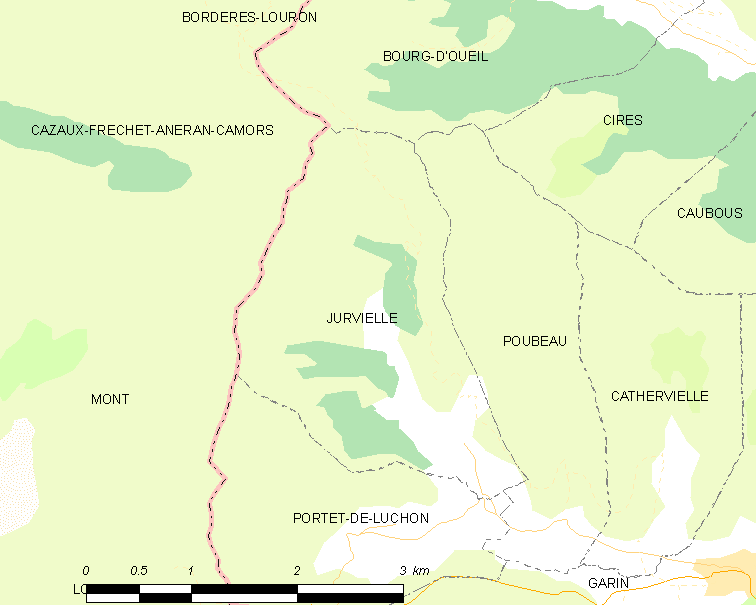
Карта коммуны

Коммуна расположена приблизительно в 690 км к югу от Парижа, в 120 км к юго-западу от Тулузы.
По территории коммуны протекают небольшие реки Лабаш (фр. Labach) и Саудед (фр. Saoudéde).

## Климат
Климат умеренно-океанический. Зима мягкая и снежная, весна характеризуется сильными дождями и грозами, лето сухое и жаркое, осень солнечная. Преобладают сильные юго-восточные и северо-западные ветры.

## Население
Население коммуны на 2010 год составляло 23 человека.
| 1962 | 1968 | 1975 | 1982 | 1990 | 1999 | 2010 |
| ---- | ---- | ---- | ---- | ---- | ---- | ---- |
| 40   | 49   | 31   | 19   | 18   | 17   | 23   |

## Экономика
В 2010 году среди 12 человек трудоспособного возраста (15—64 лет) 12 были экономически активными, 0 — неактивными (показатель активности — 100,0 %, в 1999 году было 87,5 %). Из 12 активных жителей работали 12 человек (7 мужчин и 5 женщин), безработных не было.

## Достопримечательности
- Церковь Св. Христофора (XV—XVI век). Исторический памятник с 2001 года[4]

## Фотогалерея

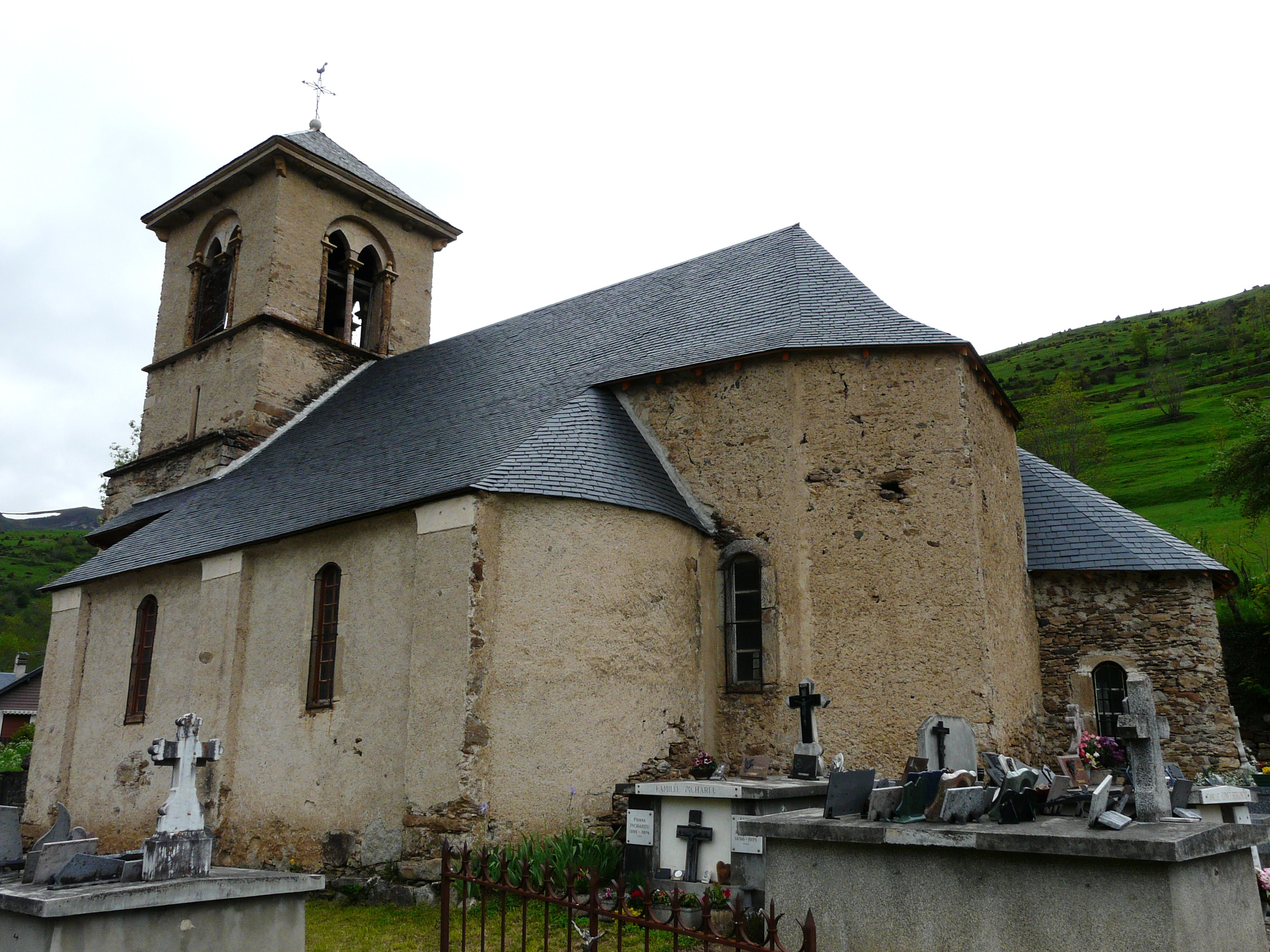
Церковь Св. Христофора
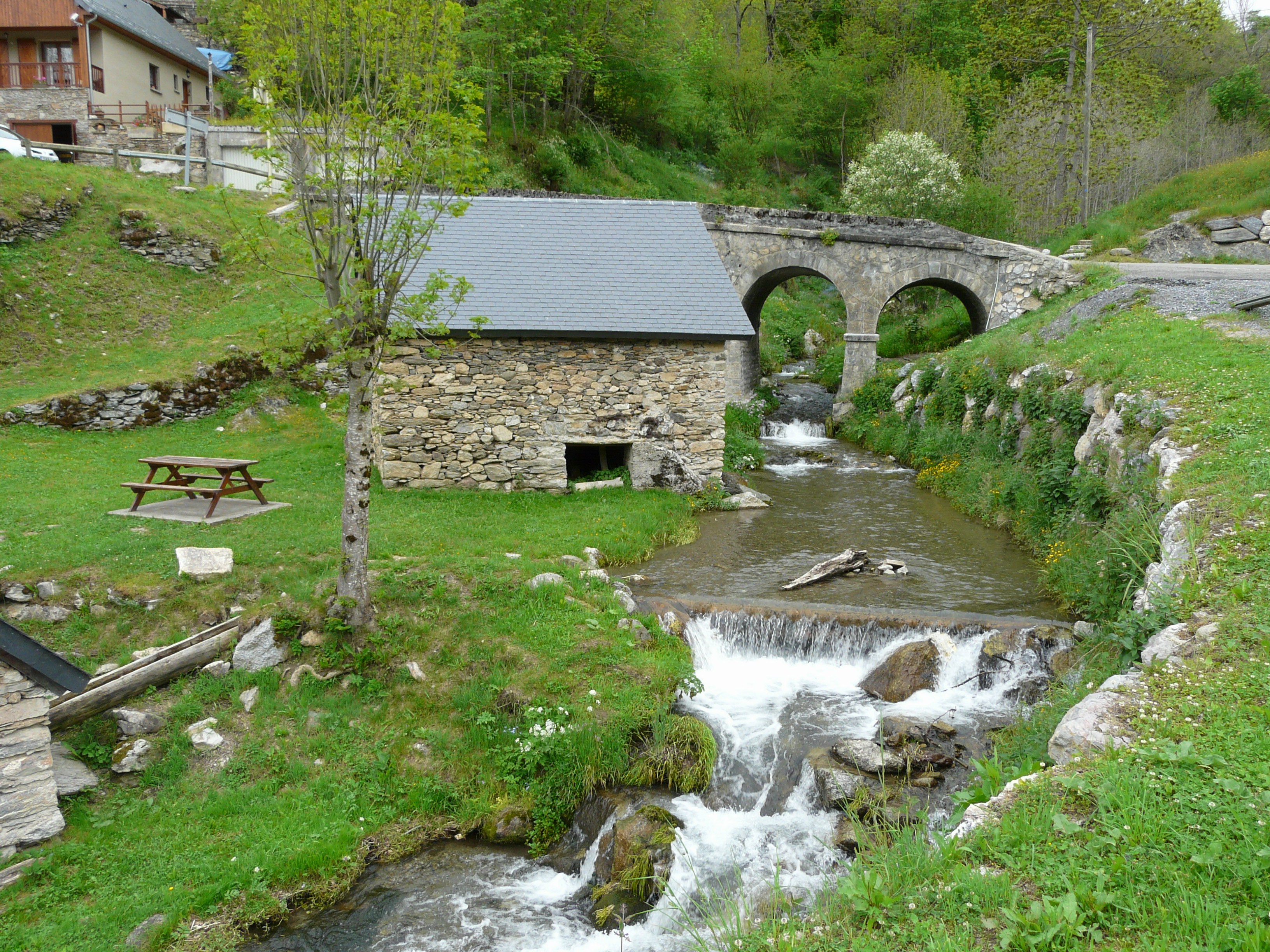
Водяная мельница
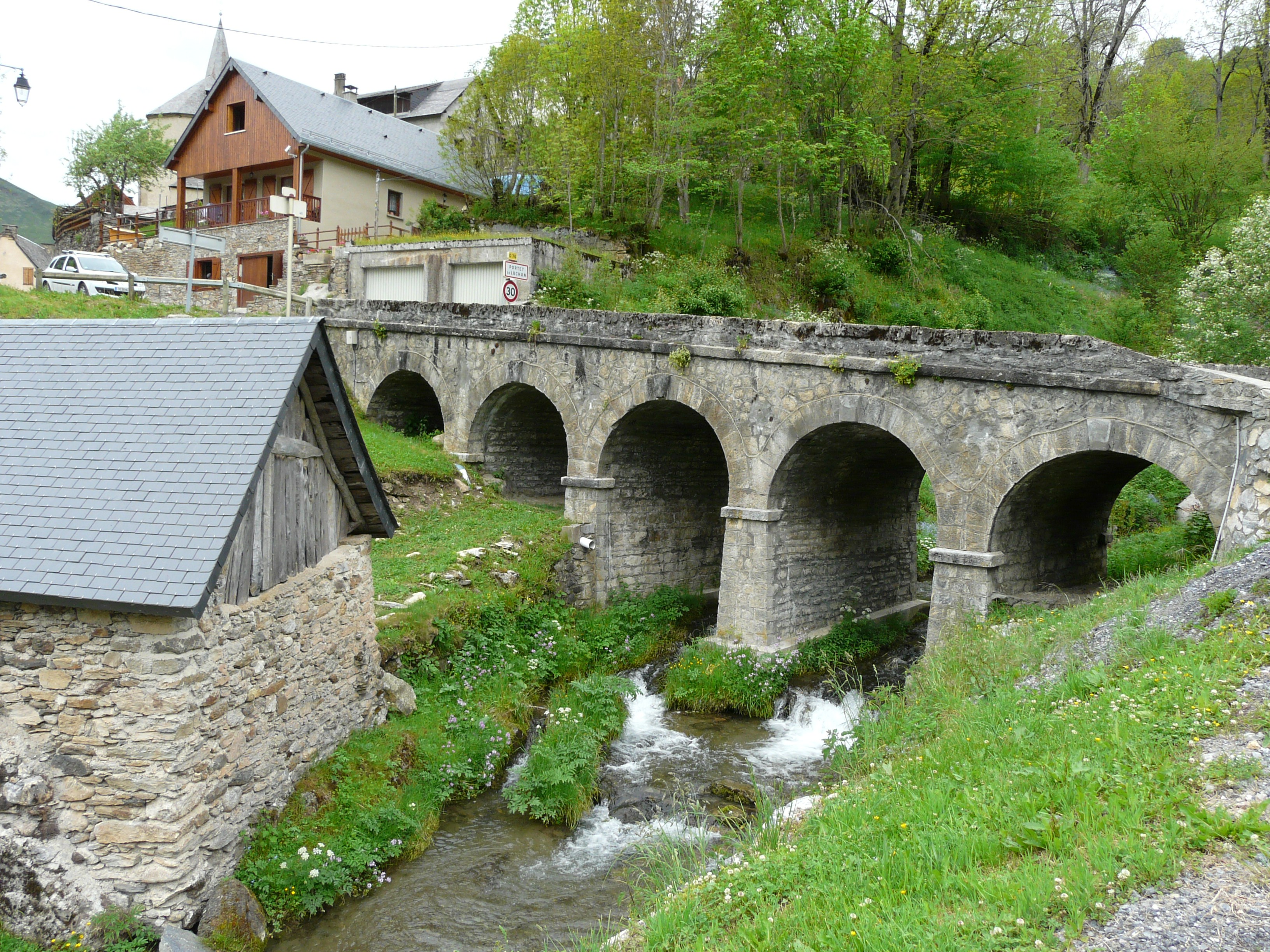
Мост
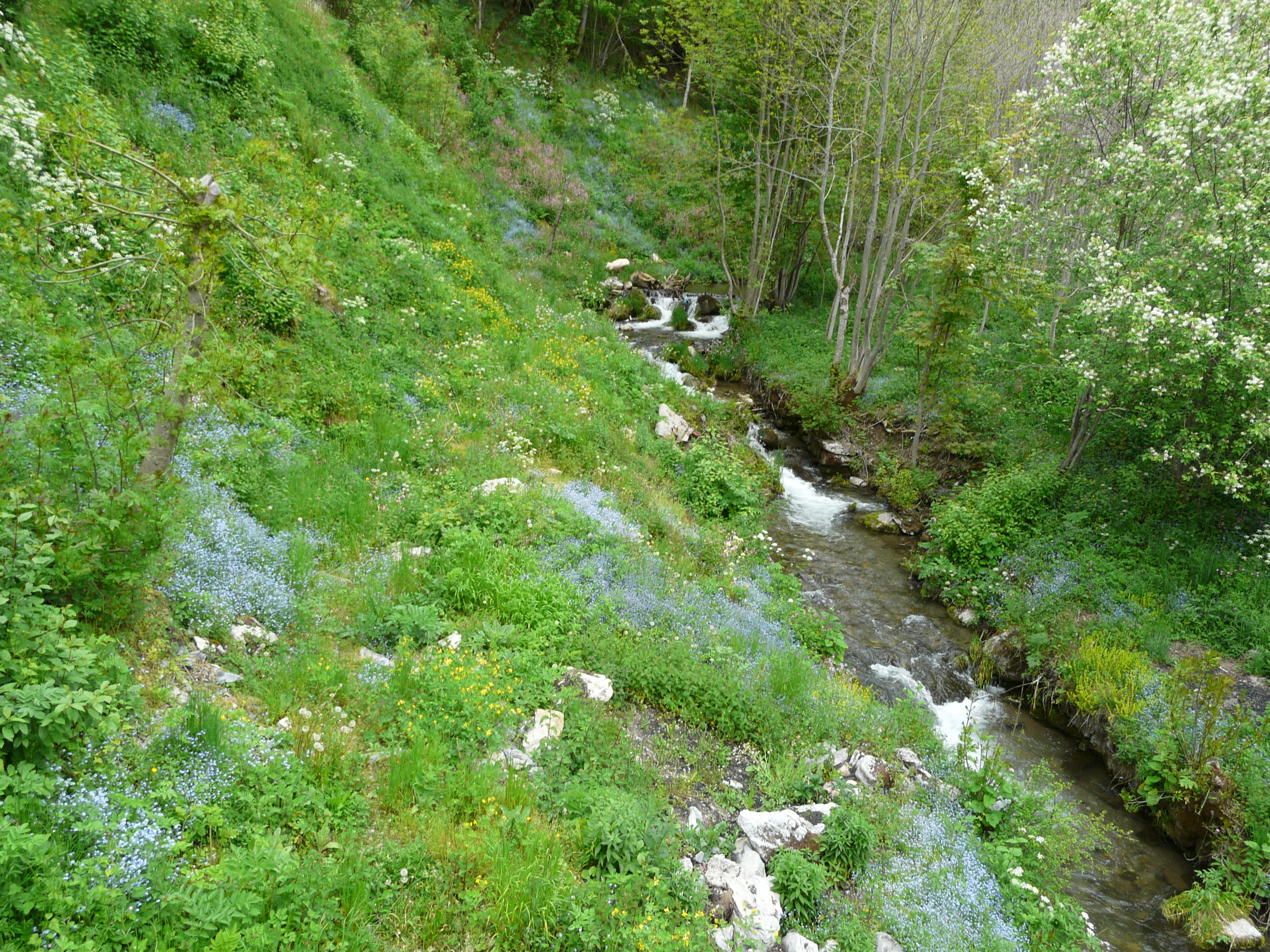
Река Лабаш